# Richard Michael Genelle
Richard Michael Genelle (12 de Outubro de 1961 —  30 de Dezembro de 2008) era um empresário e ator americano mais conhecido por interpretar o personagem Ernie na série infantil Power Rangers.
Atuou na série nos anos de 1993 até 1997, retratando Ernie, um carismático e de boa indóle proprietário do Juice Bar de Alameda dos Anjos, o local mais popular frequentado pelos adolescentes na série Power Rangers, Ernie oferecia sempre a alimentação e dava bebidas grátis, além disso foi várias vezes um conselheiro e amigo fiel quando alguém precisava de ajuda. Depois de 4 temporadas, Ernie deixou abruptamente o Centro da Juventude para fazer um trabalho voluntário de emergência na América do Sul, passando seu estabelecimento para Jerome Stone conhecido como Tenente Stone na série.
De fato, na vida real, o que realmente motivou Genelle a deixar a série Power Rangers foi para tomar medidas para superar seu problema de tabagismo e obesidade, obteve sucesso e perdeu mais de 40 quilos.
Genelle faleceu após um ataque cardíaco em 30 de dezembro de 2008. Ele tinha 47 anos de idade.